# John Baildon
John Baildon (11. prosince 1772, Larbert, Stirlingshire, Skotsko – 7. srpna 1846, Gleiwitz/Gliwice, Oberschlesien/Horní Slezsko, Prusko/Polsko) byl skotský průkopník metalurgie ve střední Evropě.

## Život
Narodil se do rodiny Williama Baildona, spoluvlastníka železáren Carron Company založené v roce 1759 v Carron, 40 km západně od Edinburgu (Skotsko). Železárny byly v čele průmyslové revoluce; osvojovaly si nejnovější technologie. Nositelé těchto technologií se pohybovali nejen na půdě železáren, ale i v okolí Johnova otce. Byli to James Watt, Henry Cort a John Smeaton. Posledně jmenovaný zprostředkoval mladému (21 let) Johnovi zaměstnání ve Slezsku, kde John strávil zbytek života. Na cestu se rok připravoval studiem zařízení železáren. V roce 1804 ho do Slezska následoval i jeho bratr William.
V roce 1804 se oženil s Helenou Galli a měl 7 dětí. Jeho syn William Baildon šel v otcových stopách a věnoval se metalurgii.

## Práce v Horním Slezsku
- lokace Königlich-Preußischen Eisengießerei in Gleiwitz (Královských pruských sléváren železa v Gliwicích)
- projektování a stavba první koksové vysoké pece na evropském kontinentě v Gliwicích (1794-1796)
- projektování a stavba prvního litinového mostu na evropském kontinentě (přes řeku Strzegomku; 1796-1797)
- projektování a stavba hutí Königshütte, které daly název i pozdějšímu městu Königshütte (Chorzów)
- projektování a stavba parního stroje, na který byly použity díly vyrobené výhradně v Prusku (porcelánka)
- projektování a stavba koksové vysoké pece v hutích knížete Friedricha Ludwig Hohenlohe ve Wiełnowiec-Katowice (1805-1819), na které měl podíl 31½ kuksu
- projektování a stavba železáren Baildonhütte v obci Dęb (Katowice), kde postavil druhou pudlovnu na evropském kontinentě (1823); surové železo nakupovali a dále zkujňovali. Součástí železáren byla válcovna.
- výroba parních strojů a pístových dmychadel větru, které využívaly náročné technologie vrtání válců

## Práce na Moravě

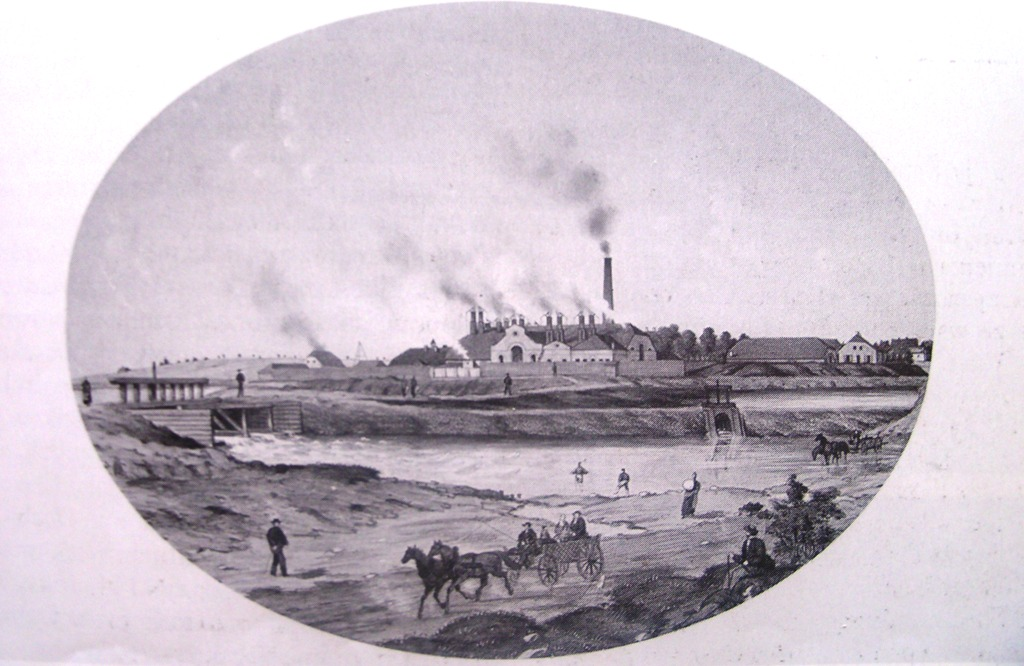
Baildonhütte

V roce 1802 se stal technickým ředitelem železáren ve Frýdlantě nad Ostravicí a provedl:
- rekonstrukci vysokých pecí ve Frýdlantě nad Ostravicí
- projektování a stavba koksové vysoké pece v Čeladné

## Neuskutečněné projekty
- Karel Josef Salm Reifferscheidt odstoupil od smlouvy ze dne 5. října 1807, ve které se Baildon zavazuje k technické spolupráci v železárnách v Blansku

- v letech 1809 a 1810 vyjednával s Mährischschlesisches Landesgubernium (Moravskoslezské zemské gubernium) v Brně o postavení válcovny. na vodním toku poblíž Ostravy. Žádost byla zamítnuta hned z několika důvodů:
  - John Baildon není rakouským občanem; nebude odvádět daně do císařské pokladny
  - v závodě se nebude vyrábět železo ani ocel; budou se dovážet z Pruska
  - závod bude spotřebovávat dřevo, a tím zvedne jeho cenu pro obyvatelstvo

Záměr Johna Baildona postavit válcovnu je ojediněle vykládán jako průkopnický počin, který mohl daleko před Franzem Xaverem Rieplem a Vítkovickými železárnami nastartovat průmyslovou revoluci.Vítkovické železárny však byl projekt zahrnující surovinovou základnu (uhlí, ruda) i odbytiště (Severní dráha císaře Ferdinanda).

## Upomínky

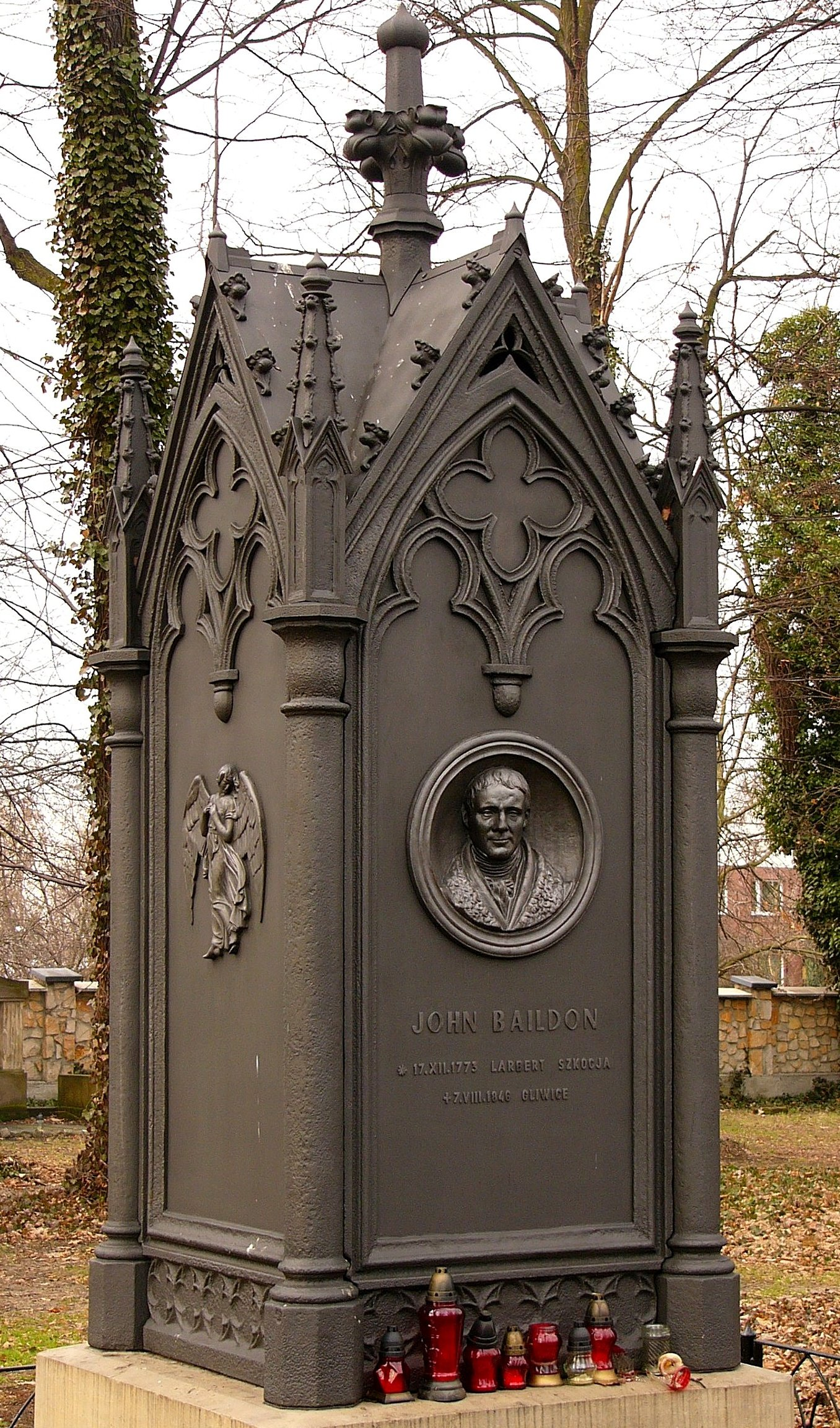
Náhrobek Johna Baildona

- náhrobek Johna Baildona na Hutnickém hřbitově[4]
- ulice Johna Baildona v Gliwicích
- ulice Johna Baildona v Katowicích
- Baildonovo sídliště (čtvrť) v Gliwicích, (gliwickie osiedle Baildona) od roku 2018
- mural John Baildon v Katowicích ul. Gliwickiej 146[5]
- základní škola Johna (Baildona Szkoła Podstawowa nr 36 im. Johna Baildona)